# Edson Tavares
Edson Araújo Tavares[carece de fontes?] (em chinês: 埃德森·阿罗约·塔瓦雷斯), mais conhecido apenas como Edson Tavares (Rio de Janeiro, 19 de junho de 1956), é um treinador e ex-futebolista brasileiro, que atuava como zagueiro. Atualmente, está sem clube.
Seu último grande trabalho como treinador foi na Seleção do Haiti, sendo escolhido o melhor treinador para o desenvolvimento na área da CONCACAF, e levando a equipe nacional ao 39º lugar no Ranking Mundial da FIFA.

## Carreira

### Como jogador
Natural da capital carioca, Tavares começou cedo a vida de treinador, após atuar em equipes modestas de Brasil, Portugal e Venezuela, antes de encerrar sua carreira de jogador no Campeonato Suíço.

### Como treinador
Ainda com 26 anos, Edson Tavares é convidado pelo FC Fribourg para o cargo de treinador, que, em seguida, jogaria na 1. Liga Promotion, correspondente à terceira divisão da Suíça. Depois de obter sucesso com a ascensão do clube para a Challenge League (segunda divisão), Tavares deixou a Suíça, atuando por apenas uma temporada, assim como permaneceu na maioria dos clubes em que dirigiria, com apenas duas exceções: no clube kuwaitiano Al-Salmiya, onde permaneceu entre 1991 e 1994, e no Chongqing Lifan, da China, onde atuou por três temporadas. Seu único título conquistado com um grande clube foi a Liga dos Campeões da AFC de 1991–92, com o Al-Hilal, da Arábia Saudita.
Em setembro de 2010, Tavares foi chamado por dirigentes da Federação Haitiana de Futebol, com o objetivo de liderar a seleção numa improvável classificação para a Copa do Mundo FIFA de 2014, no Brasil. Entretanto, o início do técnico na seleção haitiana não é muito bom. O Haiti foi rapidamente eliminado da Copa do Caribe de 2010, terminando na terceira colocação de seu grupo, atrás de Trinidad e Tobago e Guiana. Contra a seleção guianesa, os Les Rouge et Bleus tropeçaram jogando na cidade de Port of Spain, obtendo apenas um empate sem gols. As críticas começaram a surgir e a atenção de Tavares se concentraria somente nas Eliminatórias para a Copa do Mundo de 2014, que começaria em setembro de 2011. Na disputa eliminatória, o Haiti acabou caindo no Grupo 6, ao lado de Antígua e Barbuda, Curaçao e Ilhas Virgens Americanas. Novamente, Edson Tavares e seus comandados haitianos acabam decepcionando a todos, já que o Haiti terminou em segundo no seu grupo, atrás de Antígua e Barbuda, e fora da zona de classificação para a fase final das Eliminatórias.. Tendo em vista as dificuldades que o país vivia devido ao desastre nacional, onde morreram 300 mil pessoas no tremor de terra e que sua missão de restaurar o futebol no país, com organização e apoio da FIFA para construção de novas instalações, objetivos atingidos plenamente, Edson Tavares resolveu deixar a seleção em 2013, e foi substituído pelo cubano Israel Blake Cantero.
Outros trabalhos de Edson Tavares em seleções foram com Jordânia, Vietnã e com a seleção olímpica de Omã, além de ter trabalhado como auxiliar-técnico do Chile.

## Títulos

### Como treinador
Signal Bernex
- Campeonato Suíço – Segunda Divisão (Challenge League): 1988–89

Al-Hilal
- Liga dos Campeões da AFC: 1991–92

Al-Salmiya
- Copa do Emir do Kuwait: 1993

Chongqing Lifan
- Copa da China: 2000

Sepahan
- Copa do Irã (Copa Hazfi): 2005–06

## Campanhas de destaque

### Como treinador
Fribourg
- Ascensão à Primeira Divisão Suíça

Stade Soussien
- 3º colocado no Campeonato Tunisiano de 1984–85

Seleção da Jordânia
- 3º colocado no Grupo B das Eliminatórias para a Copa do Mundo de 2014

Al-Ramtha
- Vice-campeão do Campeonato Jordão

Signal Bernex
- Ascensão à Primeira Divisão Suíça

Al-Salmiya
- Vice-campeão do Campeonato Kuwaitiano

Seleção do Vietnã
- Vice-campeão da Copa da Independência
- Vice-campeão da Copa LG
- Vice-campeão da Copa Hanói

Khaitan
- 3º colocado no Campeonato Kuwaitiano

Guangzhou Songri
- 4º colocado no Campeonato Chinês de 1998

Sichuan Guancheng
- 3º colocado no Campeonato Chinês de 1999

Chongqing Lifan
- 6º colocado no Campeonato Chinês de 2002

### Como diretor-técnico
Americano
- 4º colocado no Campeonato Carioca de 2005